# Мочей
Моче́й (чув. Мучикасси) — деревня в Красночетайском районе Чувашской Республики. Входит в состав Испуханского сельского поселения.

## География
Находится в северо-западной части Чувашии на расстоянии приблизительно 9 км на север от районного центра села Красные Четаи.

## История
Известна с 1795 года, когда здесь было 24 двора и 139 жителей. В 1860 году было учтено 36 дворов и 192 человека, в 1897 — 63 двора и 376 жителей, в 1927—114 дворов и 550 жителей, в 1939—567 жителей, в 1979—454. В 2002 году было 130 дворов, в 2010 — 81 домохозяйство. В 1930 году был образован колхоз «ВКП(б)», в 2010 действовал СХПК «Нива».

## Население
Постоянное население составляло 285 человек (чуваши 100 %) в 2002 году, 215 в 2010.